# Joseph Guillou
Pour les articles homonymes, voir Guillou.
Joseph Guillou est un flûtiste et compositeur français né le 4 décembre 1787 à Paris et mort en septembre 1853 à Saint-Pétersbourg.

## Biographie
Joseph Guillou naît le 4 décembre 1787 à Paris,.
Il entre au Conservatoire de Paris à l'âge de dix ans, dans la classe de flûte de François Devienne, professeur qui devenu fou quitte le Conservatoire en 1802. Les élèves de sa classe se retrouvent alors exclus de l'établissement. Guillou est ensuite réadmis, dans la classe de Wunderlich cette fois, et obtient un 1er prix du Conservatoire en 1803,.
En 1815, durant la Restauration, il devient deuxième flûte de la Chapelle royale, à côté de Louis Drouet, puis de l'Orchestre de l'opéra, à côté de Tulou,.
En 1816, Guillou est nommé professeur à l'École royale de musique, nouvelle dénomination du Conservatoire national, poste qu'il occupe jusqu'en 1828. Il est ainsi le formateur de toute une génération de flûtiste français, dont Louis Dorus,.
Il devient flûte solo de la Chapelle du roi et, à la démission de Tulou — irrité de voir son collègue obtenir des postes prestigieux — de l'Opéra en 1822, Guillou récupère également la place de première flûte de l'Orchestre de l'Opéra de Paris,.
Entre 1828 et 1829, endetté, il quitte la France et se produit en concerts à travers l'Europe, en Belgique, à Berlin, Hambourg et Stockholm notamment, avant de se fixer à Saint-Pétersbourg en 1829. Il s'établit comme teinturier puis fonde un journal français, L'Artiste russe,.
Joseph Guillou meurt à Saint-Pétersbourg en septembre 1853,,.
Comme compositeur, il est l'auteur de plusieurs concertos, concertinos, thèmes variés et fantaisies pour son instrument,.